# 新伊瓜蘇

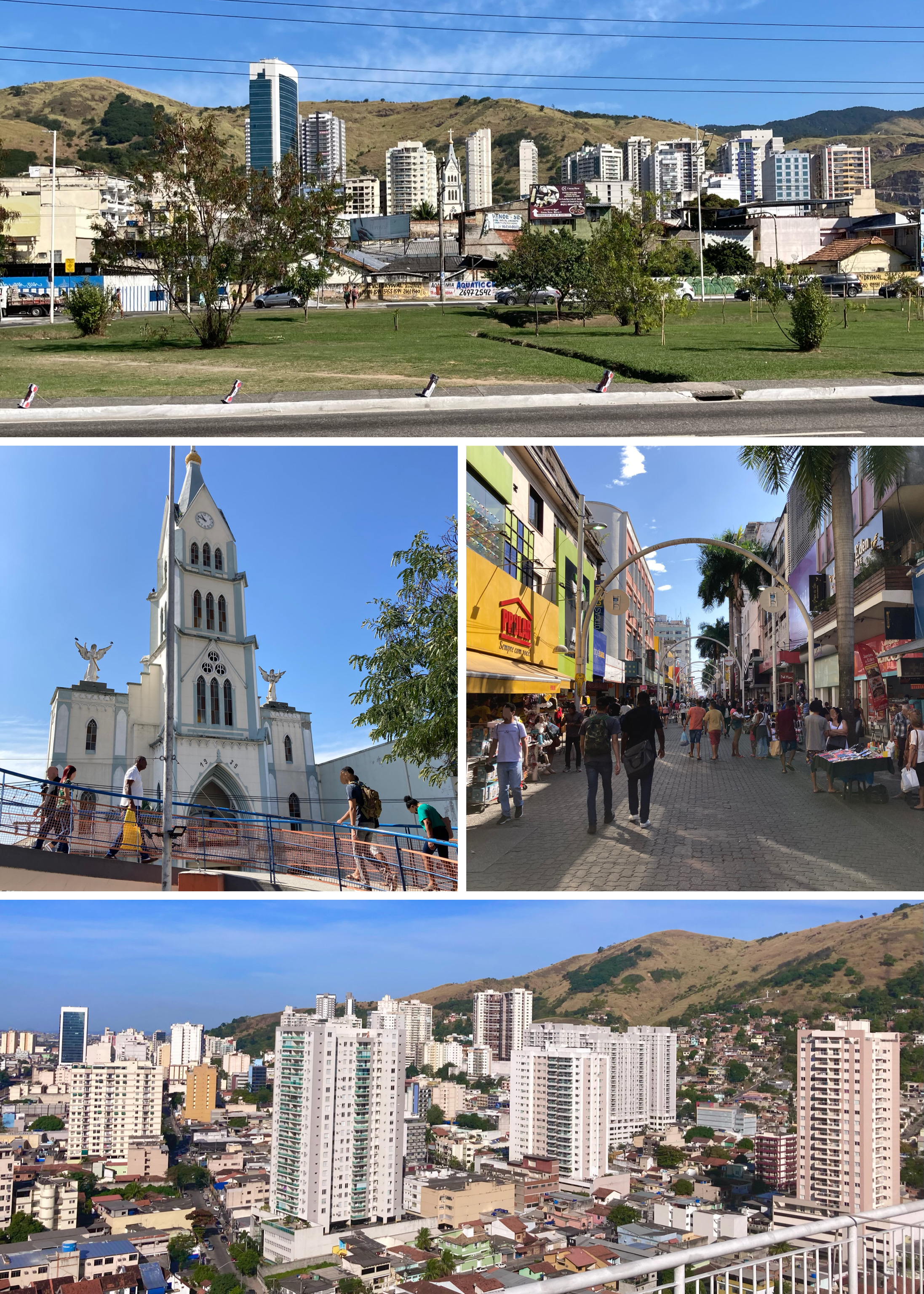
新伊瓜蘇

新伊瓜蘇（葡萄牙語：Nova Iguaç）是巴西的城市，位於該國東南部，由里約熱內盧州負責管轄，始建於1833年1月15日，面積523.88平方公里，海拔高度25米，受熱帶氣候影響，2008年人口855,500。

## 外部連結
- Via Iguassu - Culture, leisure, entertainment, information, the guide for the city of Nova Iguaçu.